# Viktoriya Bashkaeva
Viktoriya Bashkaeva –en ruso, Виктория Башкаева– es una deportista soviética que compitió en natación sincronizada. Ganó una medalla de oro en el Campeonato Europeo de Natación de 1991, en la prueba de equipo.

## Palmarés internacional
| Campeonato Europeo | Campeonato Europeo | Campeonato Europeo | Campeonato Europeo |
| Año                | Lugar              | Medalla            | Prueba             |
| ------------------ | ------------------ | ------------------ | ------------------ |
| 1991               | Atenas (Grecia)    | Medalla de oro     | Equipo             |